# Локомотив (стадіон, Софія)
«Локомотив» — стадіон у столиці Болгарії Софії. Домашній для однойменного футбольного клубу.

## Історія
У 1930 році найстаріше ігрове поле ЖБК розташовувалося поруч із Бездротовим телеграфом за Центральним вокзалом Софії, де зараз знаходиться будівля ТЕЦ «Софія». Поле призначалося тільки для тренувань, не підходило для матчів. ЗСК провела більшу частину своїх домашніх матчів на стадіоні «Юнак».
Так тривало до кінця п'ятдесятих, коли «Локомотив» переїхав до свого другого будинку — стадіону в районі «Захарна фабрика». На цьому стадіоні, якого більше немає, грали до утворення навесні 1969 асоціації ЗСК «Славія».
Після відродження софійського «Локомотива» на початку сімдесятих команда проводить свої домашні матчі на стадіоні «Локомотив» у районі Надія. Спочатку на стадіоні був лише один сектор, але після масштабної реконструкції він став вміщати 22 тисячі глядачів. З'явилася східна трибуна, побудована в період 1981—1985 рр., з навісом, що закриває понад 80 % місць. Поле було реконструйовано 1989 року.
Справа із правом власності на стадіон надзвичайно складна. 19 грудня 1988 року Виконком Столичної народної ради (ВНС) наказом РД-14-14-1502 за підписом заступника голови ВНС інженера П. Пєнєва наказав Головному управлінню будівництва Софії (ДДІС) «безоплатно передати ДФС „Локомотив“ відпрацьовані основні фонди в 1987—1988 роках по об'єкту „Санкт-Петербург“. Локомотив». Сюди входять блоки з 4 по 8 у так званій Новій частині стадіону загальною вартістю 6 067 245 левів, а також обладнання на 83 172 леви, належним чином описані в замовленні. За протоколом від 11 березня 1991 р., ПФК «Локомотив» (Софія) займає офіційне поле, два тренувальні поля, роздягальні, тренажерний зал, а також близько 20 кімнат та приміщень у так званій Старій частині стадіону з боку «А». На початку 21 століття частина землі, на якій було збудовано спортивний комплекс, було повернено, за повного ігнорування громадських інтересів. З початку 2012 року обласна адміністрація Софії пред'являє претензії в незаконному фаворитизмі, орендуючи приміщення в ОСК «Локомотив», яка є правонаступником ДФС «Локомотив».
У 2000 році на західній трибуні було розміщено близько 4 000 нових сидінь зі спинками, а на східній трибуні — близько 7 200, що зменшило місткість стадіону приблизно до 16 000 глядачів.
2001 року стадіон був обраний для проведення фіналу Кубка Болгарії.

## Концерти
- Black Sabbath, 2005
- Depeche Mode, 2006
- Ерос Рамаццотті, 2006
- Джордж Майкл, 28 травня 2007, 25 LIVE tour
- Iron Maiden, 4 червня 2007
- Кайлі Міноуг, 18 травня 2008
- Елтон Джон, 13 червня 2010 35,000
- Depeche Mode, 12 травня 2013
- Aerosmith, 17 травня 2014[4]
- Леді Гага, 28 травня 2023

## Галерея

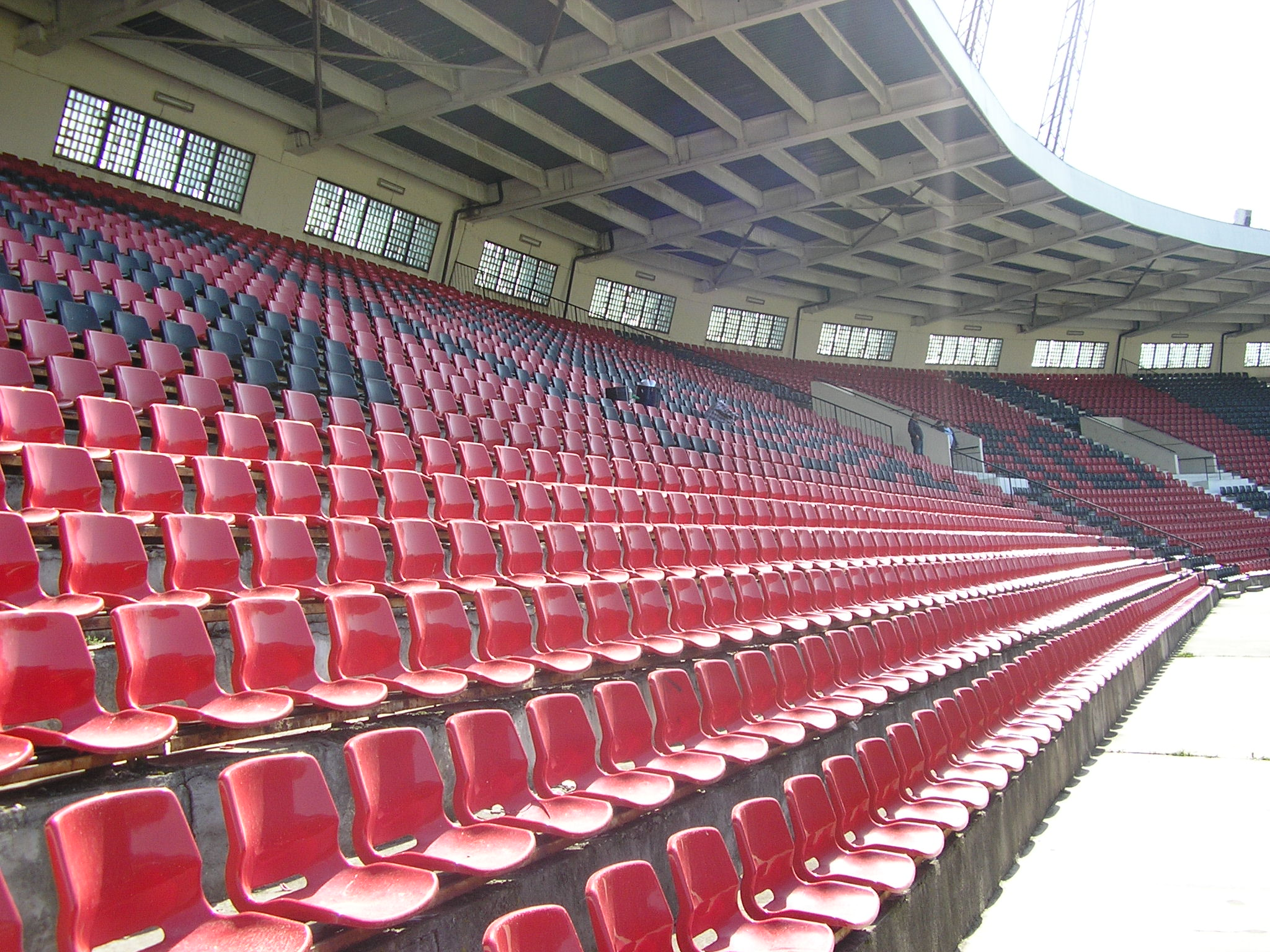
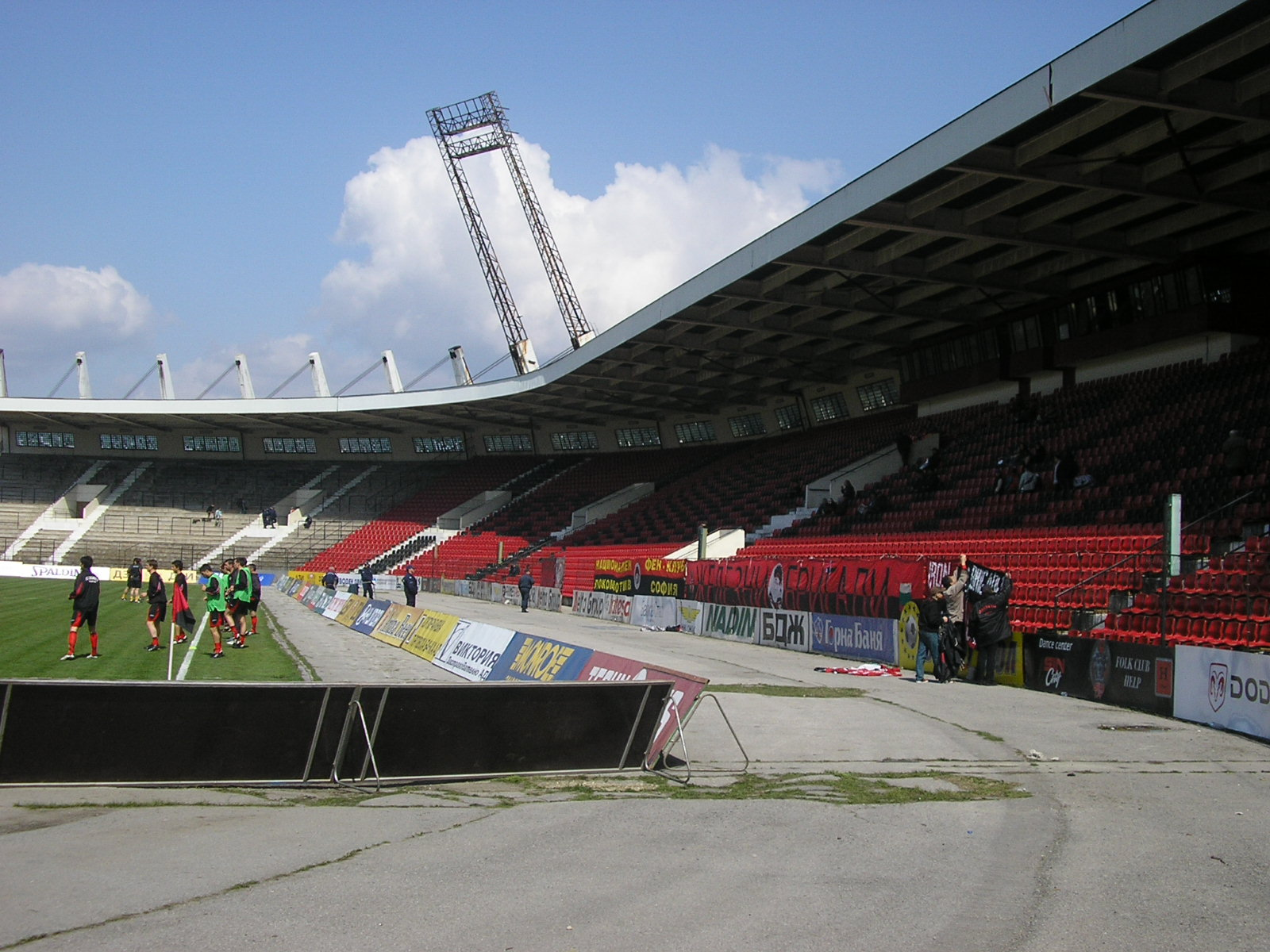
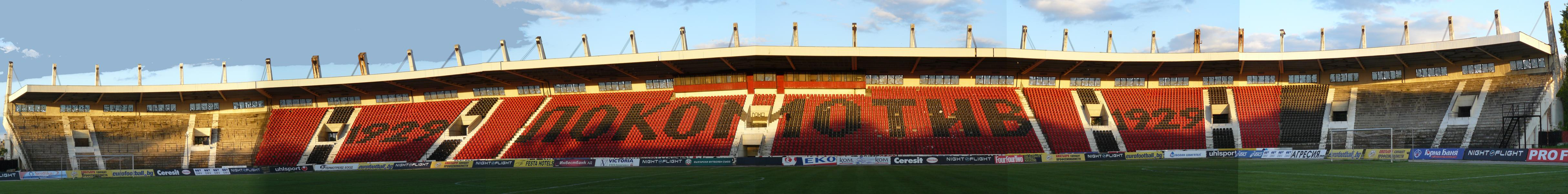
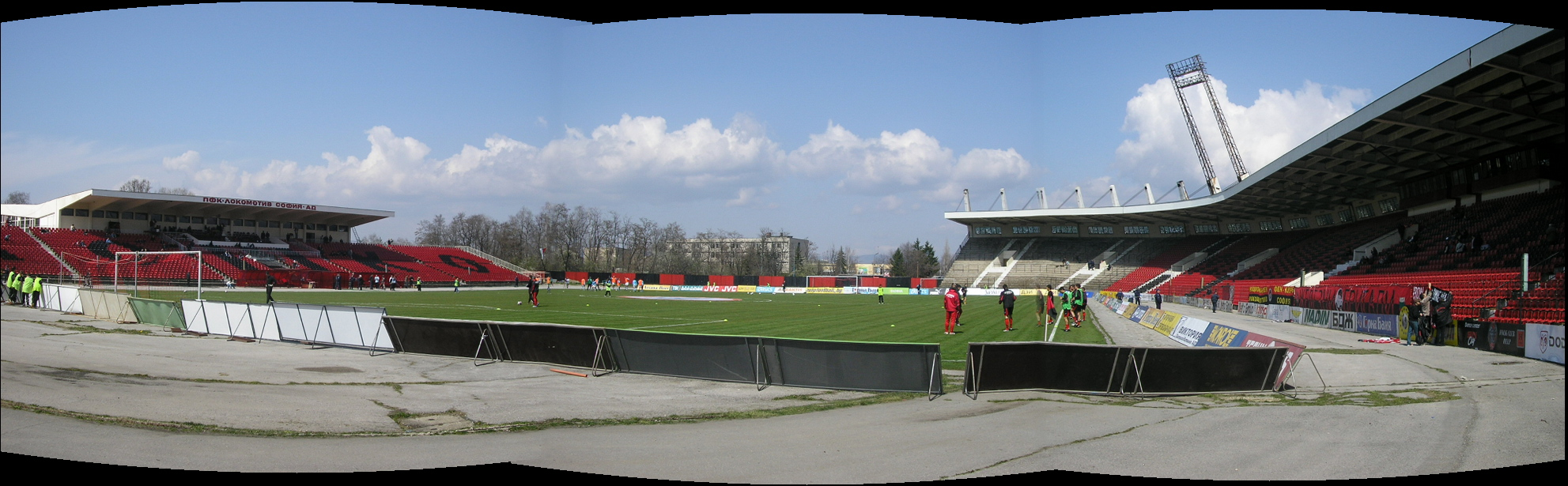